# Charles Ramelet
Charles Ramelet (1805-1851) est un artiste peintre et lithographe français.

## Biographie
Ramelet expose au Salon de Paris à partir de 1834, régulièrement, jusqu'en 1847. Il montre essentiellement des paysages peints inspirés des rivages de Normandie, de Bretagne et du Jura ; on trouve des marines, des scènes de genre, parfois traduites sous la forme d'aquarelles,.
Ramelet se lance dans la lithographie sans doute dès 1832, en publiant dans Le Charivari,, et en composant une série restée fameuse, « L'Imagination » d'après les dessins de Daumier, où s'activent des diablotins en des scènes cocasses ; il a produit également une intéressante galerie de portraits de personnalités, en buste, inspirée des sculptures de Jean-Pierre Dantan, planches éditées par Susse et Neuhaus, et imprimées par Delaunois. Parmi ses autres créations sur la pierre, on compte quelques partitions musicales illustrées. On connaît également des planches originales sorties de l'imprimerie de Pierre Théophile Junca et Aubert.
Ramelet forma entre autres Jules Michelin à la lithographie. Mais il reste surtout l'un des premiers traducteurs des dessins et aquarelles de Honoré Daumier, qu'il initia à la lithographie.
Ramelet est mort à Paris le 8 juillet 1851 ; il est inhumé au cimetière du Montparnasse, avec son fils Paul (1836-1854).

## Œuvre

Choix d'œuvres
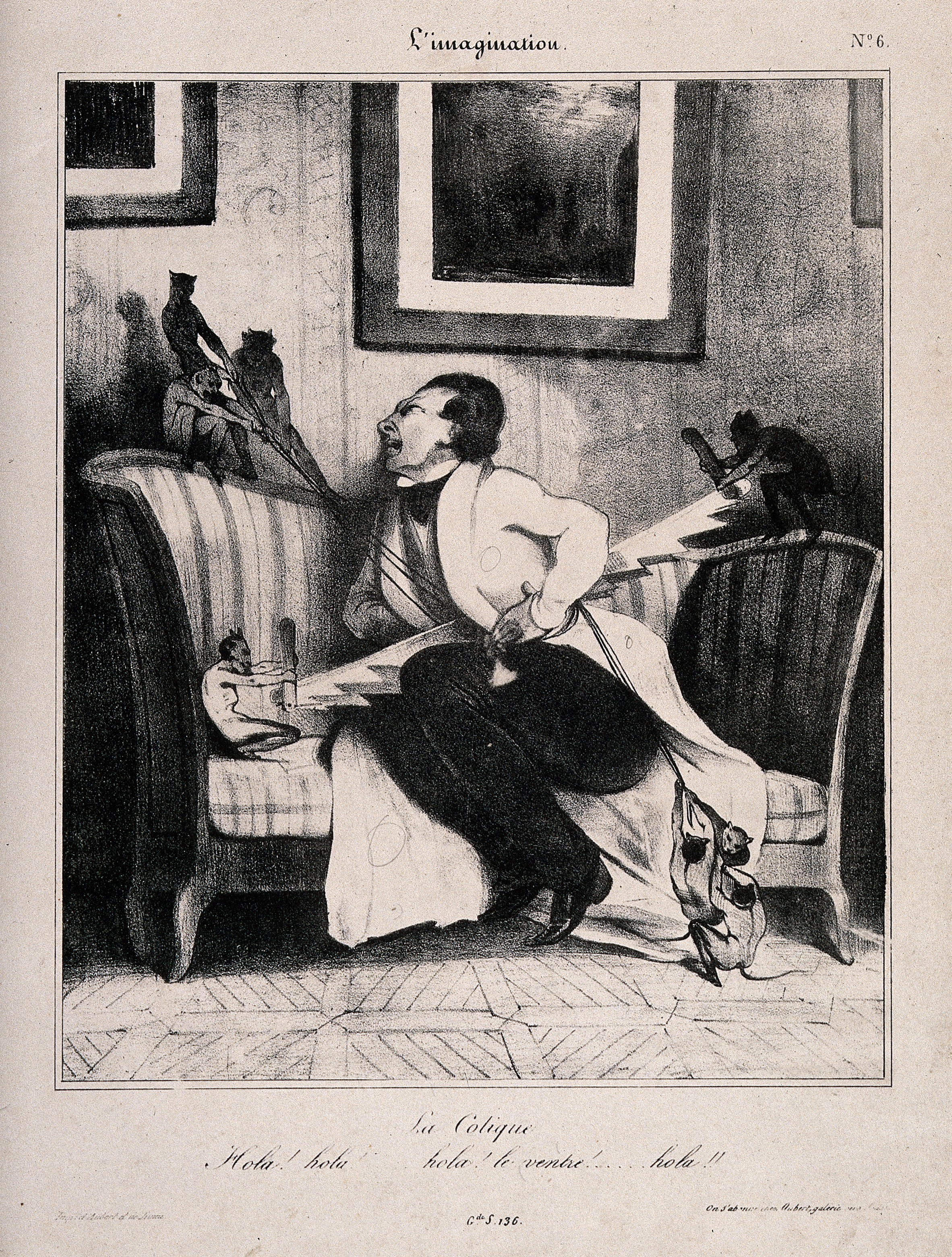
La Colique, série « L'Imagination » no 6, lithographie d'après Daumier (1832-1833).
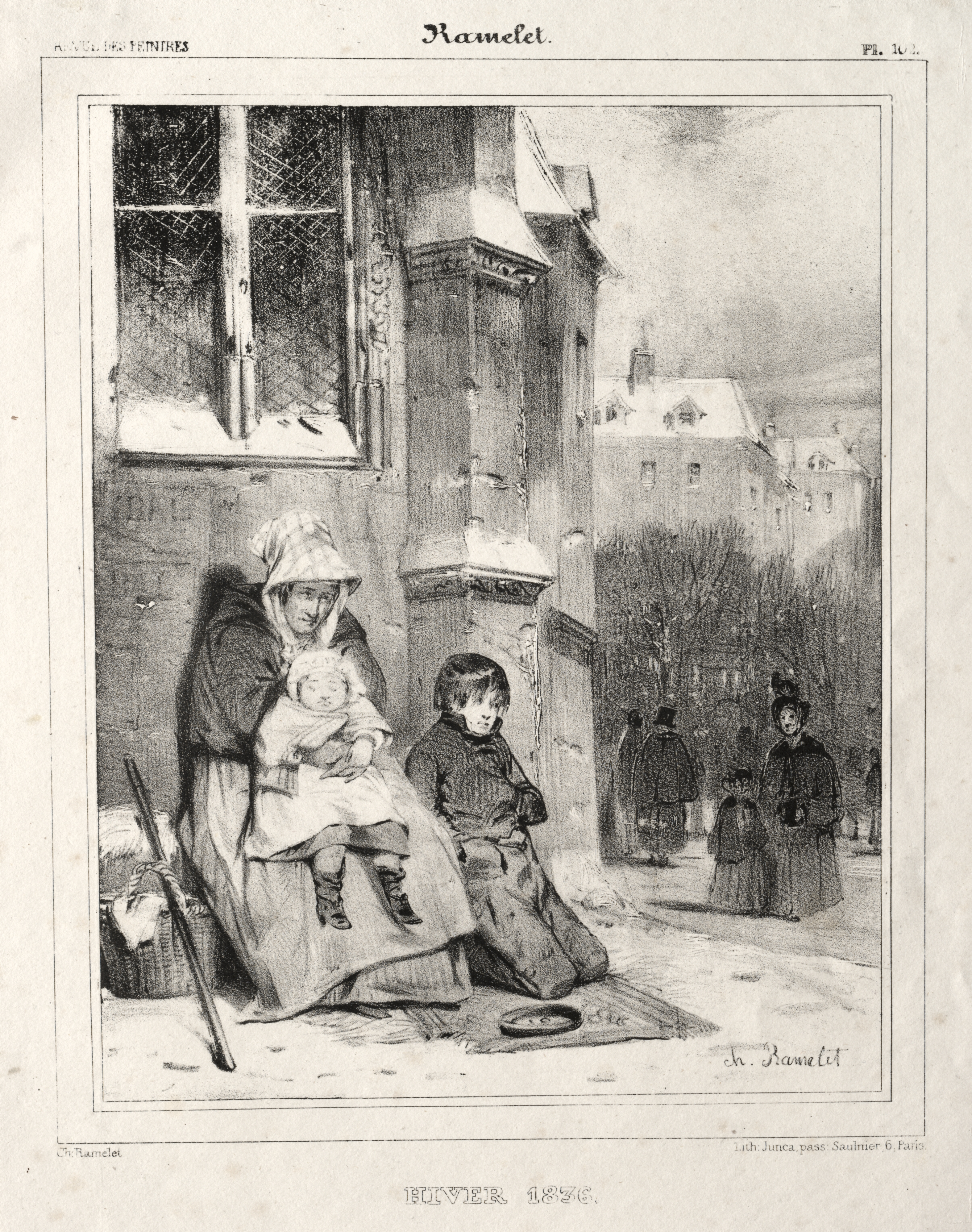
Hiver 1836, lithographie, Cleveland Museum of Art[10].
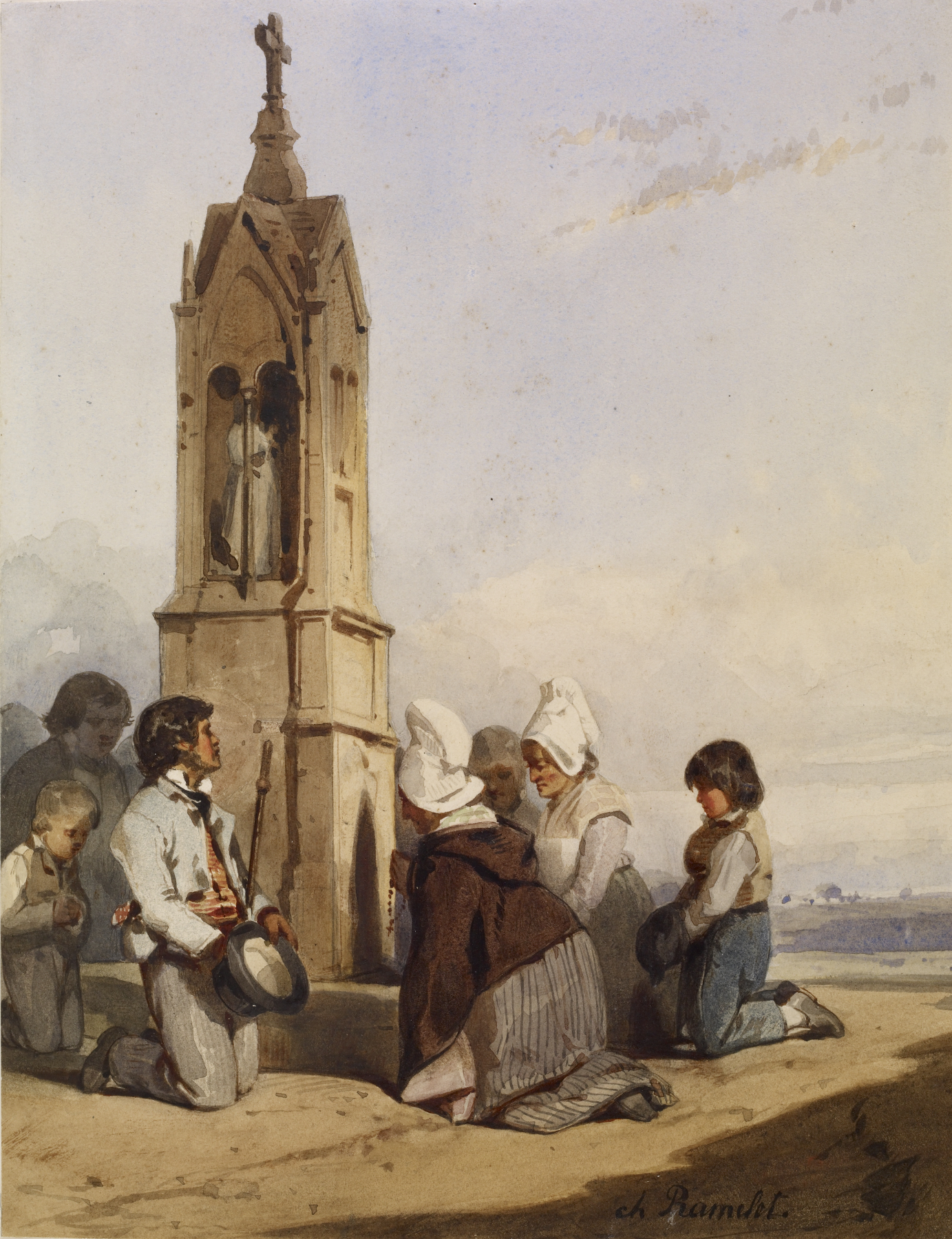
Paysans bretons en prière (vers 1840), huile sur toile, Walters Art Museum[11].